# Światło, którego nie widać
Światło, którego nie widać (All the Light We Cannot See) – powieść amerykańskiego pisarza, Anthony’ego Doerra, opublikowana w 2014. Opowiada o losach niewidomej francuskiej dziewczyny Marie-Laure oraz jej ojca Daniela LeBlanca, którzy uciekają z okupowanego przez Niemców Paryża, zabierając ze sobą legendarny diament, aby nie wpadł w ręce nazistów. W ślad za nimi wyrusza niemiecki, służący w Wehrmachcie żołnierz Werner. Ich drogi splatają się podczas oblężenia Saint-Malo. 
Książka została wyróżniona Nagrodą Pulitzera w kategorii fikcja literacka. Polskie wydanie powieści zostało nagrodzone tytułem Książki Roku 2015 portalu Lubimyczytać.pl w kategorii powieść historyczna.

## Główne postacie
- Werner Pfennig – niemiecki chłopiec, sierota, który dzięki talentowi inżynierskiemu trafia do elitarnej jednostki Wehrmachtu
- Marie-Laure LeBlanc – niewidoma córka francuskiego ślusarza, zafascynowana światem przyrody

## Adaptacje
W listopadzie 2023 roku wydany został miniserial wyprodukowany przez Netfliksa o o tym samym tutule. 